# Bou Hachana
Bou Hachana (arabisch بوحشانة) ist eine algerische Gemeinde in der Provinz Guelma mit 5575 Einwohnern (Stand: 1998).

## Geographie
Bou Hachana wird umgeben von Khezara im Nordosten und von Aïn Sandel im Süden.